# Inkle
Inkle es una compañía de videojuegos fundada en 2011 por Jon Ingold y Joseph Humfrey y situada en Cambridge, Reino Unido. Es conocida por el desarrollo de juegos de narrativa interactiva, como el premiado 80 days, realizado para plataformas IOS en 2014 y para Microsoft Windows y OS X en 2015 o Sorcery! (Brujos y guerreros), basado en la conocida serie de 4 libros-juego escrita por Steve Jackson.
Entre otros, han llegado a colaborar con Penguin Group, importante distribuidor de libros y miembro del conocido Penguin random house, en el desarrollo de dos aplicaciones.
La empresa también ha creado Inklewriter una herramienta en línea de creación de ficciones interactivas. Ha sido utilizado en numerosas ocasiones en escuelas, llegando a ser galardonado como "La mejor página web de enseñanza y aprendizaje" por la Asociación americana de libreros escolares en el año 2013.